# Bing-Neel-Syndrom
Das Bing-Neel-Syndrom (auch: Bing-von-Neel Syndrom) beschreibt eine variable neurologische Symptomatik, die auf die Infiltration des Zentralen Nervensystems durch maligne B-Lymphozyten bei Morbus Waldenström zurückzuführen ist. Neurologische Komplikationen treten bei ca. 25 % der Patienten mit Morbus Waldenström auf, diese betreffen jedoch fast ausschließlich das periphere Nervensystem. Das zentrale Nervensystem ist meist durch die Hyperviskosität des Blutes, hervorgerufen durch die von den B-Lymphozyten sezernierten IgM-Immunglobulinen, in Form von Kopfschmerzen, Schwindel, Somnolenz und epileptische Anfällen betroffen. Als Bing-Neel-Syndrom wird jedoch nur die direkte Infiltration von Gehirn und Rückenmark durch die abnormalen B-Lymphozyten und die Ablagerung von IgM-Immunglobulinen bezeichnet.
Die Erkrankung wurde 1936 erstmals von dem dänischen Internisten Jens Bing und dem dänischen Psychiater Axel von Neel beschrieben und später nach ihnen benannt.

## Epidemiologie
Genauere Daten zur Erkrankungshäufigkeit liegen nicht vor. Das Bing-Neel-Syndrom ist eine sehr seltene zentralnervöse Variante des Morbus Waldenström, dessen Inzidenz mit rund einer Neuerkrankung pro 100.000 Einwohner pro Jahr angegeben wird.

## Symptome
Die Symptomatik ist vielfältig und reicht von fokalen neurologischen Ausfällen (Paresen, gesteigerte Muskeleigenreflexe) über epileptische Anfälle bis hin zu nicht-fokalen Defiziten (Gedächtnisstörungen, Persönlichkeitsveränderungen, Vigilanzänderungen).

## Diagnose
Die Diagnose beruht auf dem Nachweis der intrathekalen IgM-Produktion. Falls dies nicht gelingt, kann die Diagnose mittels stereotaktischer Biopsie gestellt werden. Die Magnetresonanztomographie kann Hinweise auf das Vorliegen einer Beteiligung von Hirn und Rückenmark bei Morbus Waldenström liefern.

## Therapie
Die Therapie des Bing-Neel-Syndroms bleibt eine Herausforderung. Bisherige Therapieversuche mittels Chemotherapie, Strahlentherapie und auch neurochirurgisch wurden mit unterschiedlichem Erfolg durchgeführt.